# Нагірняк Василь
Василь Нагірняк (також Василь Нагорняк) — український галицький селянин з Надвірнянщини (нині Івано-Франківської області, Україна), громадський діяч. Секретар громади, заробляв як лісоруб та бутинар, після закінчення дяківської школи прислуговував священикам у багатьох місцевостях Галичини і Буковини (Борислав, Пнів, Хриплин, Бучач та Вижниця). Діяч РУРП, делегат Української Національної Ради ЗУНР, представляв Надвірнянський повіт.